# Gianni Ferrio
Gianni Ferrio (Vicenza, 15 de noviembre de 1924-Roma, 21 de octubre de 2013) fue un compositor, director de orquesta y arreglista italiano.

## Trayectoria artística
Nacido en Vicenza (Véneto), Ferrio estudió en los conservatorios de Vicenza y Venecia. 
En 1953, Ferrio comenzó una intensa actividad discográfica; siete años después compuso sus primeras bandas sonoras para el cine, iniciando una carrera que incluye cerca de 120 bandas sonoras, especialmente para los géneros del spaghetti western el giallo y la commedia sexy all'italiana. Su obra «Un dólar de plata», el tema principal de la banda sonora Un dollaro bucato de Giorgio Ferroni, más tarde fue incluida en la banda sonora de Inglourious Basterds, de Quentin Tarantino. Como compositor de música de cine, colaboró con directores como Luigi Zampa, Ermanno Olmi, Miklós Jancsó, Marco Ferreri, Duccio Tessari, Giuliano Carnimeo o Sergio Corbucci.
También fue conocido por su trabajo en la música pop, sobre todo por su colaboración con la cantante Mina Mazzini, para quien compuso, entre otras, la canción "Parole parole" , y escribió los arreglos y orquestaciones para muchas de sus canciones y álbumes. La última colaboración con Mina era para su álbum de 2012, 12 (American Song Book) , para lo cual Ferrio proporcionó tradicionalmente los arreglos de cuerda. Otros clásicos de la música italiana de gran éxito internacional fueron Non gioco più y Picolissima serenata, además de la propia Parole parole, tema que tuvo versión en diferentes idiomas como el alemán, español, holandés, japonés, turco o el francés, lengua en la que fue interpretada por Dalida y Alain Delon.
Fue el conductor oficial del Festival de Música de Sanremo en 1959 y 1962 y para el Festival de la Canción de Eurovisión 1965. También participó, como director, en varios importantes programas televisivos italianos. En su faceta de director de orquesta colaboró también con la Orquesta Roma Sinfonietta. Una de sus últimas apariciones al frente de una orquesta fue en 2007 cuando fue invitado de nuevo a San Remo.

## Vida personal
Ferrio se casó con la actriz nacida en Argentina Alba Arnova.

## Fallecimiento
Ferrio falleció en Roma la noche del 21 de octubre de 2013, según informaron los medios italianos, que lo calificaron como "el señor de la música italiana".

## Filmografía parcial

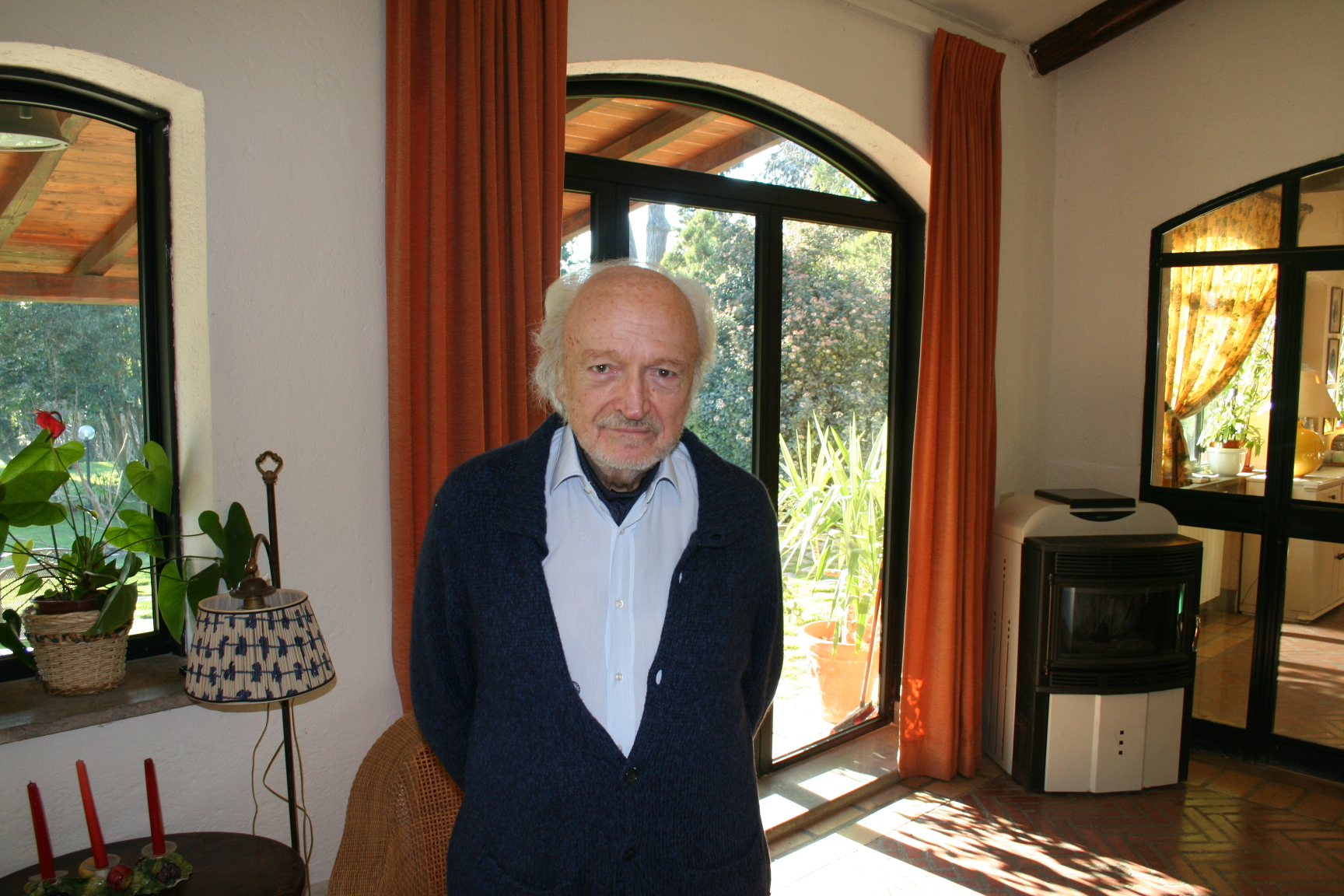
Gianni Ferrio en 2008

### Cine
- Totò, Fabrizi y los jóvenes de hoy (1960)
- I fidanzati, de Ermanno Olmi (1963)
- Massacro al Grande Canyon (1964)
- Los héroes del Oeste (1965)
- Un dólar agujereado (Un dollaro bucato, de Giorgio Ferroni (1965)
- Dos toreros de aúpa (1965)
- El hombre del sur, de Giorgio Ferroni (1966)
- Nido de espías, de Gianfranco Baldanello (1967) (acreditado como James Anderson)[14]
- El hombre que mató a Billy el Niño, de Julio Buchs (1967)
- No soy un asesino (1967)
- El desesperado (1967)
- Sentencia de muerte (1968)
- Oeste sin fronteras (Joe... cercati un posto per morire!), de Giuliano Carnimeo (1968)
- Los pecados de la casta Susana (1969)
- Io, Emmanuelle (1969)
- Vivos o preferiblemente muertos, de Duccio Tessari (1969)
- Los desesperados (1969)
- Asesinada ayer (1970)
- Cabalgando al infierno (A Man Called Sledge), de Vic Morrow (1970)
- Reverendo Colt, de León Klimovsky (1970) (acreditado como Lady Park)
- El arquero de Sherwood, de Giorgio Ferroni (1971)
- Una mariposa con las alas ensangrentadas (Una farfalla con le ali insanguinate), de Duccio Tessari (1971)
- ¡Viva la muerte... tuya!, de Duccio Tessari (1971)
- Les llamaban y les llaman dos sinvergüenzas (1972)
- Alta tensión (1972)
- La muerte acaricia a medianoche (La morte accarezza a mezzanotte), de Luciano Ercoli (1972)
- La isla misteriosa (1973) (versión para salas de cine)
- Tony Arzenta, de Duccio Tessari (1973)
- Mano rápida (Mi Chiamavano Requiescat...), de Mario Bianchi (1973)
- Atormentada (1974)
- El vicio de familia (1975)
- Classe mista, de Mariano Laurenti (1976)
- La bidonata (1977)
- Per amore di Poppea (1977)
- Jaimito, el conserje (1977)
- California, de Michele Lupo (1977)
- Milano... difendersi o morire (1978)
- La profesora y el último de la clase (1978)
- La estudiante en la clase de los suspensos (1978)
- Cómo perder una esposa y ganar una amante (1978)
- Enfermera para todo (1979)
- La colegiala seduce a los profesores (1979)
- Jaimito y la enfermera arman la guerra en el hospital (1979)
- La settimana bianca (1980)
- Una semana en el mar (1981)
- Tex e il signore degli abissi, de Duccio Tessari (1985)
- Arrivederci e grazie (1988)
- Kreole (1993)
- Caccia alle mosche (1993)
- Delitto passionale (1994)

### Televisión
- Il latitante (1967)
- Totò Ye Ye (1967)
- Totò a Napoli (1967)
- La scommessa (1967)
- Il tuttofare (1967)
- Il grande maestro (1967)
- Il killer (1969)
- La isla misteriosa (L'île mystérieuse), de Juan Antonio Bardem y Henri Colpi (1973)
- Roma rivuole Cesare (1974)
- Capitán Maffei (1985)
- Un cane sciolto (1990)